# Félicien Du Bois
Félicien Du Bois (* 18. Oktober 1983 in La Chaux-de-Fonds) ist ein ehemaliger Schweizer Eishockeyspieler.

## Karriere
Félicien Du Bois wuchs in einer ländlichen Gegend in der Nähe von La Chaux-de-Fonds auf. Seine Karriere begann mit 19 Jahren bei den Junioren des HC Ambrì-Piotta und dort wurde er bald zum Leistungsträger. 2002 gab er sein Debüt in der ersten Mannschaft des Vereins in der Nationalliga A. Nachdem er in Ambrì zur Teamstütze und zum Nationalspieler gereift war und insgesamt 72 Scorerpunkte verbucht hatte, wurde er auf die Saison 2008/09 hin von den Kloten Flyers verpflichtet. In seiner ersten Saison für seinen neuen Klub erreichte er 26 Scorerpunkte in der Hauptrunde der NLA. Im letzten Jahr hatte Du Bois aufgrund vieler Verletzungen im Team teilweise ein Mammutprogramm zu absolvieren. Eiszeiten von über 30 Minuten waren im letzten Herbst keine Ausnahme mehr, sondern die Regel.
Seine Stärken sind die Schnelligkeit, die Spielintelligenz und ein harter Schuss. Damit war er ein wichtiger Pfeiler im Klotener Powerplay.
Während der Saison 2013/14 entschloss er sich zu einem Wechsel innerhalb der NLA und unterschrieb einen Vierjahresvertrag beim HC Davos der ab 2014 galt. Nach der Saison 2020/21 beendete er seine aktive Karriere.

### International
Félicien Du Bois gehörte zum Kader der Schweizer Nationalmannschaft und spielte zum ersten Mal an der Heim-WM 2009.

## Erfolge und Auszeichnungen
- 2015 Schweizer Meister mit dem HC Davos

## Karrierestatistik

### International
Vertrat die Schweiz bei:
- Weltmeisterschaft 2009
- Weltmeisterschaft 2010
- Weltmeisterschaft 2011
- Weltmeisterschaft 2012
- Weltmeisterschaft 2015
- Weltmeisterschaft 2016
- Olympische Winterspiele 2018

(Legende zur Spielerstatistik: Sp oder GP = absolvierte Spiele; T oder G = erzielte Tore; V oder A = erzielte Assists; Pkt oder Pts = erzielte Scorerpunkte; SM oder PIM = erhaltene Strafminuten; +/− = Plus/Minus-Bilanz; PP = erzielte Überzahltore; SH = erzielte Unterzahltore; GW = erzielte Siegtore; 1 Play-downs/Relegation; Kursiv: Statistik nicht vollständig)